# Cmentarz żydowski w Łobzie
Cmentarz żydowski w Łobzie – kirkut został założony w XIX wieku. Mieścił się na wschód od miasta, na zboczu pomiędzy rzeką Regą a linią kolejową, poniżej ul. Südring (dziś ulica Segala). Był ogrodzony wysokim, kamiennym murem. Prawdopodobnie pochowano na nim ok. 100 Żydów. Obecnie jednak nie zachowały się na tym terenie żadne macewy. Nic nie wskazuje na to, że ten otoczony drzewami obszar był kiedyś kirkutem. Na planie Łobza z lat 30. został  wyraźnie zaznaczony i opisany w tym właśnie miejscu jako „Jüdischer Fiedhof”. 
Plan miasta - .